# St. Bonifatius (Böhmfeld)
Koordinaten: 48° 51′ 37,1″ N, 11° 22′ 0″ O
Die Kirche St. Bonifatius in Böhmfeld ist eine Pfarrkirche im Landkreis Eichstätt.

## Beschreibung

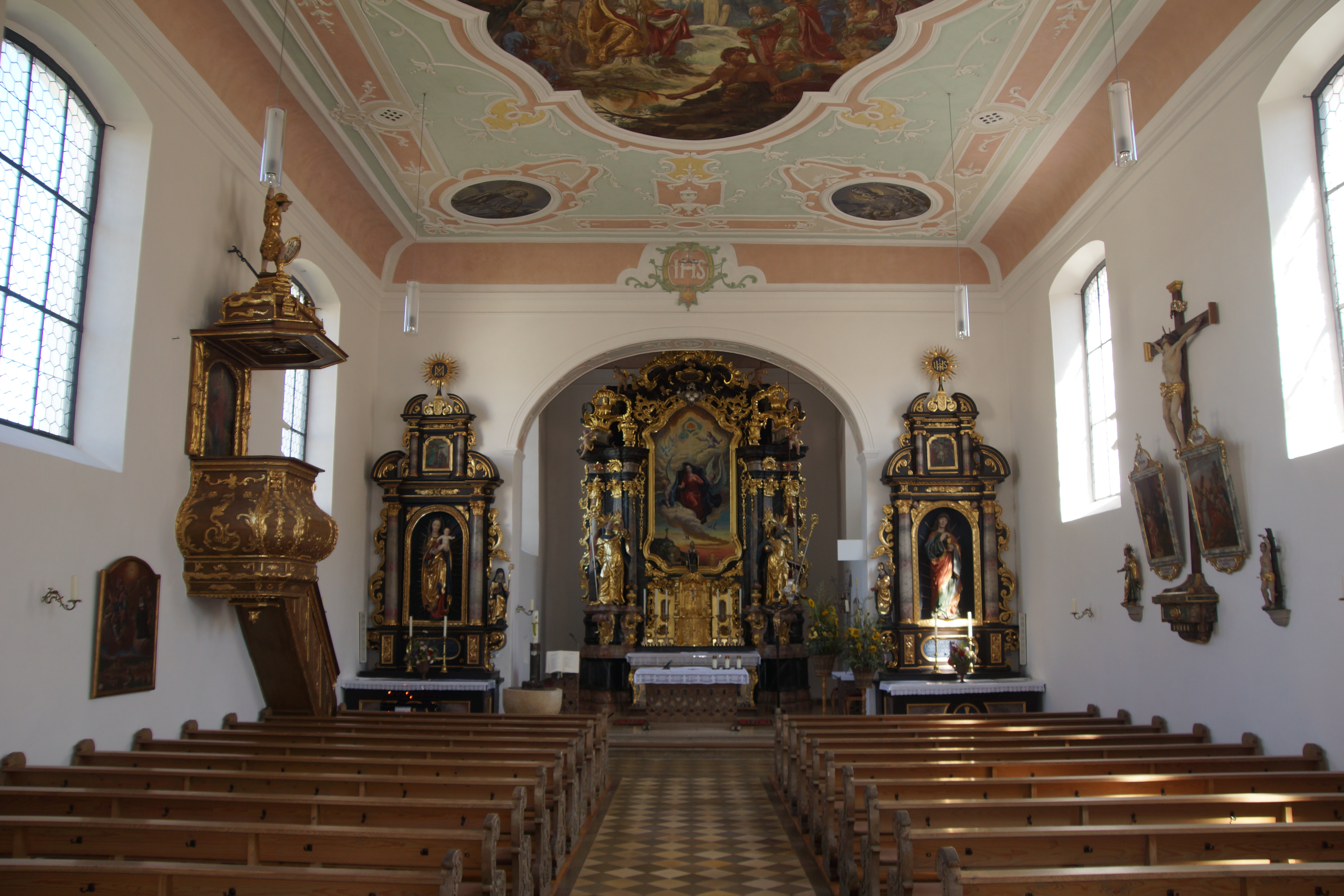
Innenraum der Kirche

Eine erste Kirche befand sich an dieser Stelle bereits im 11. Jahrhundert. Sie wurde vom Bischof Gundekar II. geweiht. Das romanische Turmuntergeschoss blieb erhalten, als im 16. Jahrhundert die heutige Kirche errichtet wurde. Sie wurde 1596 geweiht. 1792/93 wurde sie vom Eichstätter Hofbaumeister Domenico Maria Salle erweitert. Die Glocken der Kirche wurden 1922 vom Bochumer Verein gegossen. Die dreizehnregistrige Orgel wurde 1904 von Franz Borgias Maerz erbaut.
In der Denkmalliste ist sie als Nummer D-1-76-116-1 eingetragen.